# Popielarze (Kotwasice)
Popielarze – część wsi Kotwasice  w Polsce, położona w województwie wielkopolskim, w powiecie tureckim, w gminie Malanów.
Popielarze znajdują się pomiędzy Kotwasicami a Dziadowicami.
W latach 1975–1998 Popielarze należały administracyjnie do województwa konińskiego.